# Земмеринг (лунный кратер)
Кратер Земмеринг (лат. Sömmering) — останки ударного кратера на восточной окраине Моря Островов в центральной области видимой стороны Луны. Название присвоено в честь немецкого анатома и физиолога Самуэля Зёммеринга (1755—1830) и утверждено Международным астрономическим союзом в 1935 году.

## Описание кратера
Ближайшими соседями кратера являются кратер Гамбар на западе; кратер Шрётер на севере; кратер Местинг на юго-востоке; кратер Лаланд на юге-юго-западе и кратер Тернер на западе-юго-западе. На севере от кратера находится Залив Зноя, на северо-востоке в непосредственной близости от кратера располагается борозда Шрётера, на востоке Залив Центральный, на юго-западе Море Познанное. Селенографические координаты центра кратера 0°11′ с. ш. 7°32′ з. д. / 0,19° с. ш. 7,53° з. д., диаметр 28,0 км, глубина 1,32 км.
Кратер затоплен базальтовой лавой Моря Островного, над поверхностью лавы выступает узкая дуга западной части вала кратера и широкая дуга восточной части вала. В южной части эти дуги разъединяет широкий проход, в северной части — более узкий проход. Южную часть кратера пересекает лунный экватор. Высота вала над окружающей местностью достигает 890 м, объем кратера составляет приблизительно 520 куб.км.. Дно чаши ровное, без приметных структур.

## Сателлитные кратеры

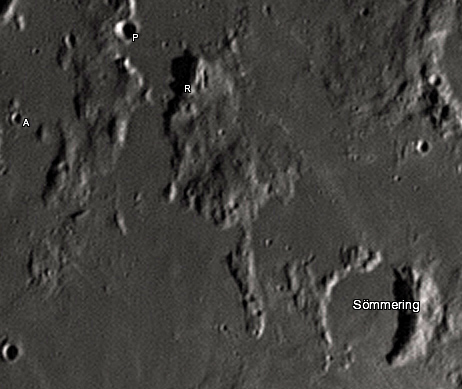
Снимок Девида Кемпбелла.

| Земмеринг | Координаты                                          | Диаметр, км |
| --------- | --------------------------------------------------- | ----------- |
| A         | 1°06′ с. ш. 11°05′ з. д. / 1,1° с. ш. 11,09° з. д.  | 2,7         |
| P         | 2°08′ с. ш. 10°20′ з. д. / 2,14° с. ш. 10,33° з. д. | 5,9         |
| R         | 1°53′ с. ш. 9°52′ з. д. / 1,88° с. ш. 9,87° з. д.   | 16,6        |